# Gino Rossetti
Gino Rossetti   (La Spezia, 7 de novembre de 1904 - La Spezia, 15 de maig de 1992) fou un futbolista italià, que jugava com a davanter, que va competir durant les dècades de 1920, 1930 i 1940. Era germà del també futbolista Giuseppe Rosetti.
A nivell de clubs jugà, entre d'altres, al Nàpols, Torí i Spezia Calcio. Els principals èxits els aconseguí al Torino FC, on jugà entre 1926 i 1933, i amb qui va guanyar les lligues italianes de 1927 i 1928, tot i que el títol de 1927 li fou revocat al Torino per corrupció. El 1929 fou el màxim golejador de la lliga amb 36 gols, una xifra que no fou igualada fins al 2016 per Gonzalo Higuaín.
Amb la selecció nacional jugà 13 partits entre 1927 i 1929, en què marcà 9 gols. El 1928 va prendre part en els Jocs Olímpics d'Amsterdam, on guanyà la medalla de bronze en la competició de futbol. També guanyà la Copa Internacional d'Europa Central de 1927-1930, competició de la qual fou el màxim golejador.